# Frans Andriessen
Franciscus Henricus Johannes Joseph (Frans) Andriessen (Utrecht, 2 de abril de 1929-22 de marzo de 2019) fue un profesor y político neerlandés.
Perteneciente al partido Llamada Demócrata Cristiana (CDA).

## Trayectoria política
En 1967 fue elegido por primera vez miembro de la Cámara de Representantes (Tweede Kamer), como representante del Partido Popular Católico (Katholieke Volkspartij - KVP). Entre 1971 y 1977 fue líder del partido.
Ocupó el cargo de ministro de finanzas entre 1977 y 1980 y fue miembro de la Comisión Europea entre 1981 y 1993.